# Zelotes liaoi
Zelotes liaoi är en spindelart som beskrevs av Norman I. Platnick och Song 1986. Zelotes liaoi ingår i släktet Zelotes och familjen plattbuksspindlar. Inga underarter finns listade i Catalogue of Life.